# Герб Бельц
Герб Бельц — официальный символ муниципия Бельцы Республики Молдова. Утверждён 7 апреля 2006 года.

## Описание и символика
Официальное описание герба:
Щит одиннадцатикратно пересечён серебром и лазурью, с наложенным стоящим лучником с лицом и руками телесного цвета, в червлёных одеждах и обуви и золотых доспехах, вооружённым мечом у бедра и колчаном со стрелами за спиной того же металла и стреляющим влево из золотого же лука. Щит увенчан семибашенной серебряной городской короной. Щитодержатели: две серебряные восстающие сходящиеся лошади. Девиз на серебряной ленте чёрными прописными буквами: «CEDANT ARMA TOGAE» («Пусть оружие уступит место тоге»).
Серебряный цвет символизирует серебристые блёстки на воде, а синий — отражённое в водной глади небо. Сочетание этих цветов символизирует молдавское название города, «низменное, болотистое место со специфичными водными флорой и фауной». Городская семибашенная корона указывает на то, что Бельцы издавна имеет статус города. Количество башен символизирует значимость населённого пункта. В Молдове, кроме Бельц, право использовать в гербе семиглавую корону имеют ещё только два города: Кишинев и Тирасполь. В эмблемах других городов может быть только три или пять башен.
Автор — член Государственной комиссии по геральдике Сильвиу Табак.

## История

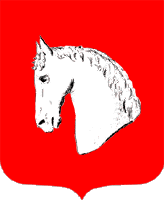
Герб Белецкого (Бельцкого) уезда (до 1887 года — Ясский уезд), 1826 года

Второго апреля 1826 года был принят герб Ясского уезд (c 1887 Бельцкий уезд): «Герб сего цынута (уезда), при Турецком владении представлял лошадь, а как по присоединению Бессарабии к Российской державе, только часть сего цынута вошла в состав оной, а другая осталась под турецким владением, то в память сего разделения герб представляет в красном поле лошадиную голову».
В 1858 году был составлен проект герба города Бельцы: в красном щите серебряная лошадиная оторванная голова. В вольной части щита герб Бессарабской губернии. Щит увенчан серебряной стенчатой короной и окружён золотыми колосьями, соединёнными Александровской лентой. Проект не был утверждён.

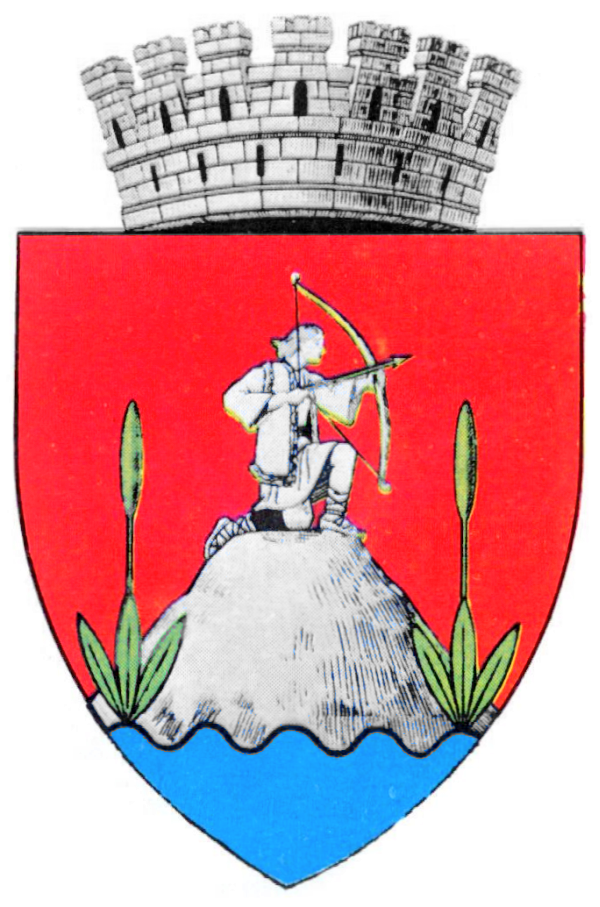
Первый герб города Бельцы, утвержден приказом короля Кароль II от 1 июля 1930

После присоединения к Румынии был введен превый герб горда Бельцы, королевским указом от 31 июля 1930 года и имел следующее официальное описание: «В червлёном поле на серебряной горе стоит на коленях серебряный молдавский лучник, направив лук влево. На щите изображена лазурная волнообразная оконечность, слева и справа от горы — по золотому тростнику с тремя золотыми же листьями. Герб, увенчанный городской семибашенной короной, символизирует древнюю воинскую стражу и бои в данном регионе Молдовы». Лучник символизирует старую военную гвардию и сражения для обороны в восточной части Молдовы. Камыши и волны символизировали расположения города в месте слияния рек Реут и Реуцел, богатыми прудами.. Цветоввая гамма напоминала о принадлежание города Молдовскому княжества
Современный герб утверждён Решением муниципального совета Бельц (#3/1) от 7 апреля 2006 года.